# Фултон (Іллінойс)
Фултон (англ. Fulton) — місто (англ. city) в США, в окрузі Вайтсайд штату Іллінойс. Населення — 3647 осіб (2020).

## Географія
Фултон розташований за координатами 41°51′53″ пн. ш. 90°9′25″ зх. д. / 41.86472° пн. ш. 90.15694° зх. д. (41.864799, -90.157073).  За даними Бюро перепису населення США в 2010 році місто мало площу 6,05 км², з яких 5,89 км² — суходіл та 0,16 км² — водойми.

## Демографія
Згідно з переписом 2010 року, у місті мешкала 3481 особа в 1553 домогосподарствах у складі 991 родини. Густота населення становила 575 осіб/км².  Було 1700 помешкань (281/км²).
Расовий склад населення:
| - 97,3 % — білих - 0,8 % — азіатів - 0,4 % — чорних або афроамериканців - 0,1 % — корінних американців |

До двох чи більше рас належало 1,1 %. Частка іспаномовних становила 1,7 % від усіх жителів.
За віковим діапазоном населення розподілялося таким чином: 21,3 % — особи молодші 18 років, 56,0 % — особи у віці 18—64 років, 22,7 % — особи у віці 65 років та старші. Медіана віку мешканця становила 46,1 року. На 100 осіб жіночої статі у місті припадало 92,7 чоловіків;  на 100 жінок у віці від 18 років та старших — 90,9 чоловіків також старших 18 років.
Середній дохід на одне домашнє господарство  становив 57 710 доларів США (медіана — 52 933), а середній дохід на одну сім'ю — 76 058 доларів (медіана — 68 621). Медіана доходів становила 50 897 доларів для чоловіків та 31 500 доларів для жінок. За межею бідності перебувало 9,1 % осіб, у тому числі 11,2 % дітей у віці до 18 років та 6,7 % осіб у віці 65 років та старших.
Цивільне працевлаштоване населення становило 1702 особи. Основні галузі зайнятості: освіта, охорона здоров'я та соціальна допомога — 24,1 %, виробництво — 23,4 %, роздрібна торгівля — 10,9 %, транспорт — 9,4 %.